# Экономический кризис в Эстонии (2008—2010)

Темпы роста реального ВВП Эстонии (2000—2011)

Экономический кризис в Эстонии — экономический кризис в Эстонии 2008—2010 годов, произошедший на фоне мирового экономического кризиса.
Экономический спад в Эстонии был вызван прежде всего резким падением инвестиций и потребления, последовавшим вслед за схлопыванием пузыря рынка недвижимости.
Суммарное падение ВВП Эстонии за 2008—2009 годы составило 18,3 %. ВВП на душу населения сократился с $21800 в 2007 году до $18500 в 2009 году. Уровень безработицы поднялся с 4,7 % в 2007 году до 17,5 % в 2010 году.
К концу 2010 года негативные тенденции были преодолены и эстонская экономика вновь начала расти.

## Ход кризиса
С начала 2008 года в экономике Эстонии проявились негативные тенденции связанные с мировым финансовым и экономическим кризисом. Промышленное производство упало. С ноября 2008 года началось значительное падение экспорта. Пик темпов экономического спада пришёлся на II квартал 2009 года, когда ВВП Эстонии упал на 16,1 % по сравнению с тем же периодом 2008 года.
По итогам 2009 года ВВП Эстонии упал на 13,9 %, что являлось одним из худших показателей динамики ВВП в мире. За тот же год промышленное производство упало на 24,3 % (более сильное падение было только в Туркменистане), эстонский экспорт упал примерно на 25 %, откатившись к почти до уровня 2005 года. К 2009 году доля ВВП на душу населения Эстония опустилась на 4-е место в Восточной Европе, уступив по этому показателю Словакии и продолжая лидировать среди стран бывшего СССР.
В апреле 2010 года экономисты Л. Григорьев и С. Агибалов писали, что глубина спада в странах Прибалтики «заставляет говорить о крахе принятой модели развития».

### Промышленность
С сентября 2008 года у эстонской машиностроительной компании TMT Group начали резко сокращаться заказы и на весну 2009 года их не осталось совсем. 20 мая 2009 года суд признал TMT Group банкротом.
В конце 2010 года обанкротилась фирма, владевшая Кренгольмской мануфактурой.

### Недвижимость
В период кризиса в Эстонии произошло резкое падение цен на жильё.
С начала II квартала 2009 года по конец I квартала 2010 года стоимость недвижимости в Эстонии снизилась на 40,3 %, что являлось одним из самых высоких показателей падения среди стран мира.

### Рынок труда
В результате кризиса, со II квартала 2008 года в Эстонии начала расти безработица.
По данным на I квартал 2010 года, уровень безработицы повысился до 19,8 % от общего количества трудоспособных жителей Эстонии, численность занятого населения упала до 554 тыс. человек (самый низкий показатель за последние годы).

### Доходы населения
Средняя заработная плата в Эстонии за 2009 год сократилась примерно на 11 %. Среднемесячная начисленная заработная плата (до вычета налогов) в марте 2010 года составила 12,2 тыс. крон (779 евро).

### Банкротства
В 2008 году 632 предприятия в Эстонии объявили себя неплатёжеспособными, в 2009 году — 1055 предприятий (самый высокий уровень за последнее десятилетие, 0,75 % от общего числа предприятий Эстонии).

### Государственная политика
В период кризиса Эстония наряду с Болгарией были единственными странами Евросоюза, которые не стимулировали рост экономики и внутреннего потребления и сократили государственные расходы.
Государственный бюджет Эстонии на 2009 год впервые был принят с дефицитом.
В феврале 2009 года был проведён первый секвестр госбюджета, он был сокращён на 8 млрд крон (9 % от запланированной на год суммы).
В мае 2009 года было объявлено о проведении второго секвестра бюджета, на сумму 3,4 млрд крон.
1 июля 2009 года в Эстонии на 5 % был повышен акциз на топливо. В июле 2009 года налог с оборота был повышен с 18 до 20 %. 1 января 2010 года был повышен акциз на табачные изделия.
Международное рейтинговое агентство Moody’s высоко оценило усилия правительства Эстонии по сокращению дефицита бюджета в условиях кризиса. Вице-президент агентства Кеннет Орчард в ноябре 2010 года сказал, что «большинство негативных последствий глобального экономического кризиса в отношении Эстонии носили переходный характер и в среднесрочной перспективе ситуация улучшится».  В марте 2011 года агентство Bloomberg отметило, что мероприятия по экономии средств, реализованные в странах Балтии, включая Эстонию являются примером борьбы с кризисными явлениями для Греции, Португалии, Ирландии и Испании.

## Выход из кризиса
По данным Eurostat, рост промышленного производства в Эстонии в сентябре 2010, по сравнению с сентябрем 2009, составил 31,1 %, таким образом, Эстония занимала тогда первое место в Евросоюзе по данному показателю. В Эстонии также минимальные гос. долг и дефицит госбюджета среди всех стран ЕС и в 2010 году она была одной из двух стран ЕС (вторая — Мальта) сокративших бюджетный дефицит.
По данным статистики, в период с 3-го квартала 2009 по 4-й квартал 2010 наблюдался последовательный рост ВВП. Реальный экспорт в 4-м квартале 2010 года вырос на 53 %. В 2010 году рост ВВП составил 3,1 %. Таким образом, в 2010 году эстонская экономика вышла из кризиса.
9 декабря 2010 года Эстония первой среди постсоветских стран стала полноправным членом Организации экономического сотрудничества и развития.
С 1 января 2011 года Эстония отказалась от национальной валюты и перешла на использование евро.